# Purismo decimonónico italiano

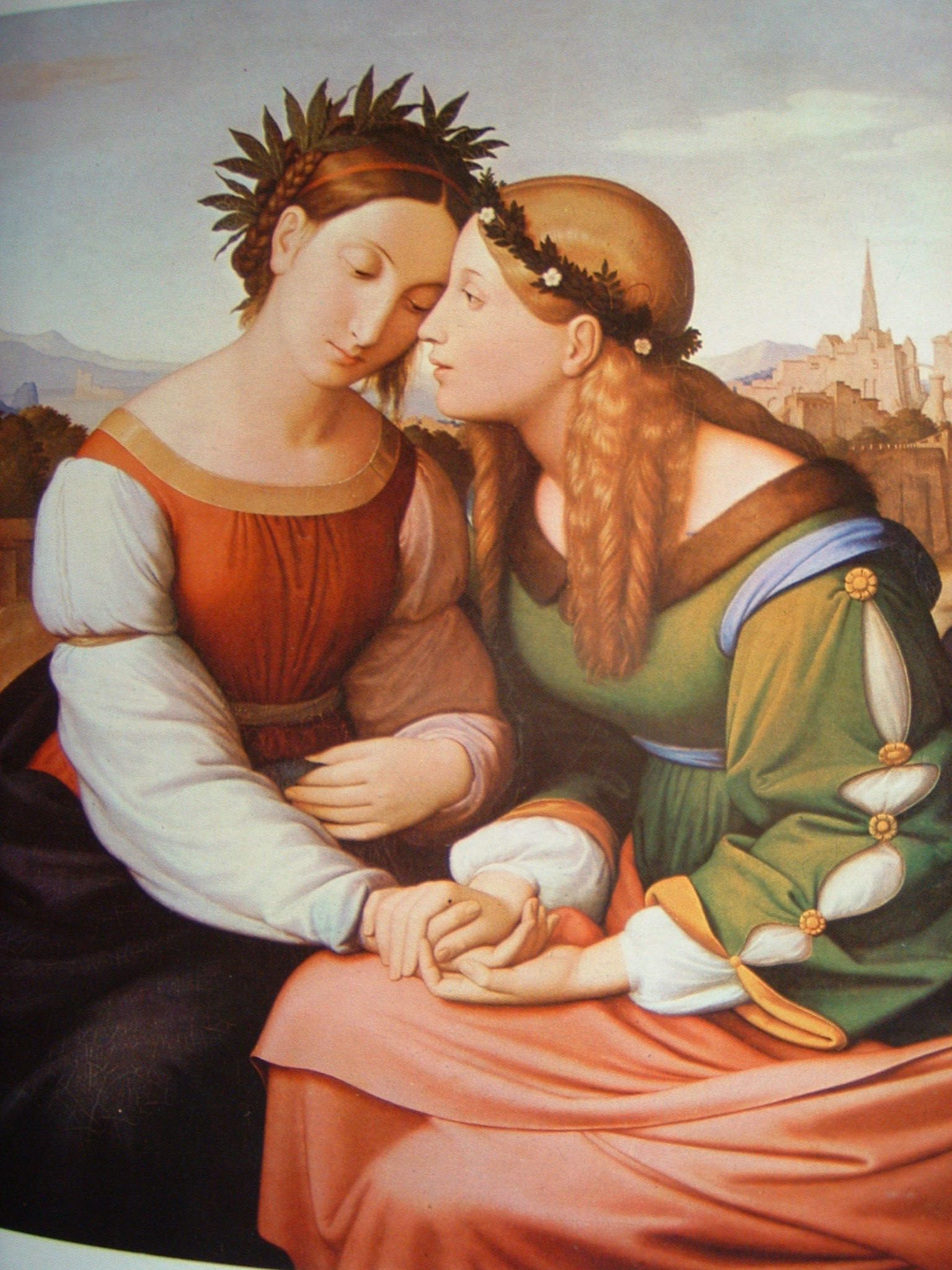
Italia e Germania (1811-1828), de Overbeck.

Purismo es la denominación de un movimiento pictórico del Ottocento italiano (siglo XIX) que surgió tras el influjo de los pintores llamados nazarenos. El término fue acuñado en 1833 por el helenista y latinista Antonio Bianchini refiriéndose a los pintores que buscaban recuperar la "pureza"  de los "primitivos" artistas italianos (primitivos italianos -desde Cimabue al "primer" Rafael, pasando por Fra Angelico y el Giotto entre otros-, los mismos a los que pretendían volver desde un movimiento artístico simultáneo: los prerrafaelitas). En analogía con esto, algo similar ocurrió en las letras italianas de esa época cuando se intentaban recuperar formas expresivas consideradas puras inspiradas en el Trecento toscano.
Aunque rechazaron el neoclasicismo, los pintores puristas italianos se encontraron fuertemente influidos por la obra del francés Jean Auguste Dominique Ingres.
En 1842 fue publicado el manifiesto oficial de este movimiento: Dell purismo nelle arti ("Del purismo en las artes"), redactado por Bianchini, y suscrito por el pintor Tommaso Minardi, el escultor Pietro Tenerani y el "nazareno" Frederik Overbeck.
El purismo italiano floreció en los 1860s y reflejó el gusto por estilos que intentaban restablecer la identidad nacional italiana y su acervo cultural. Muchos de estos autores se dedicaron también a temas pompeyanos o helenísticos, como Giuseppe Sciuti, recreando escenas típicas de la Antigüedad.